# Tabanus oknos
Tabanus oknos är en tvåvingeart som beskrevs av Surcouf 1922. Tabanus oknos ingår i släktet Tabanus och familjen bromsar. Inga underarter finns listade i Catalogue of Life.